# سیارک ۲۲۹۲
سیارک ۲۲۹۲ (به انگلیسی: 2292 Seili، نامگذاری:1942RM) دو هزار و دویست و نود و دومین سیارک کشف شده‌است که در ۷ سپتامبر ۱۹۴۲ کشف شد.
قدر مطلق سیارک برابر ۱۱٫۷۰ است.